# کونگچنو
کونگچنو (به لهستانی:  Konieczno) یک روستا در لهستان است که در گمینا وووشچووا واقع شده‌است.
 کونگچنو  ۱٬۲۰۰ نفر جمعیت دارد.